# Aeropuerto de Fez-Saïss
El Aeropuerto de Fez-Saïss (IATA: FEZ, OACI: GMFF) es un aeropuerto cerca de Fez, Marruecos.
El aeropuerto movió a 790.785 pasajeros en 2013.

## El aeropuerto
El aeropuerto de Fez-Saïss es un aeropuerto internacional situado al oeste de la ciudad, en las zona de Saïss, en el centro de Marruecos. La buena ubicación geográfica del aeropuerto, cercano a ciudades como Meknès, Ifrane o Khemisset, hace que compañías de bajo coste, principalmente Ryanair (basada en el aeropuerto con una flota de tres aviones), unan Fez con muchas ciudades europeas. Muchos MRE (del francés Marocains Résidant à l' Étranger) son de esta zona del país, por lo que volar a Fez siempre es una buena opción. Además, el turismo existente en la capital religiosa de Marruecos mantiene dichos vuelos.

## Aerolíneas y destinos

### Destinos nacionales
| Ciudades   | Aeropuerto                          | Aerolíneas               | Aeronaves     | Frecuencias semanales |
| Marruecos  | Marruecos                           | Marruecos                | Marruecos     | Marruecos             |
| ---------- | ----------------------------------- | ------------------------ | ------------- | --------------------- |
| Agadir     | Aeropuerto de Agadir-Al Massira     | Ryanair Air Arabia Maroc | B737 A320-214 |                       |
| Casablanca | Aeropuerto Internacional Mohammed V | Royal Air Maroc          |               |                       |
| Marrakech  | Aeropuerto de Marrakech             | Ryanair                  | B737          |                       |

### Destinos internacionales
| Ciudades por países | Nombre del aeropuerto                         | Aerolíneas                                     | Aeronaves     | Frecuencias semanales |
| Europa              | Europa                                        | Europa                                         | Europa        | Europa                |
| ------------------- | --------------------------------------------- | ---------------------------------------------- | ------------- | --------------------- |
| Alemania            |                                               |                                                |               |                       |
| Hahn                | Aeropuerto de Fráncfort-Hahn                  | Ryanair                                        | B737          |                       |
| Karlsruhe           | Aeropuerto de Karlsruhe-Baden Baden           | Ryanair                                        | B737          |                       |
| Weeze               | Aeropuerto de Baja Renania                    | Ryanair                                        | B737          |                       |
| Bélgica             |                                               |                                                |               |                       |
| Bruselas            | Aeropuerto de Bruselas-National               | Air Arabia Maroc                               | A320-214      |                       |
| Charleroi           | Aeropuerto de Bruselas Sur                    | Ryanair                                        | B737          |                       |
| España              |                                               |                                                |               |                       |
| Alicante            | Aeropuerto de Alicante-Elche Miguel Hernández | Ryanair (Estacional)                           | B737          |                       |
| Barcelona           | Aeropuerto de Barcelona-El Prat               | Air Arabia Maroc Ryanair                       | A320-214 B737 |                       |
| Madrid              | Aeropuerto de Madrid-Barajas                  | Ryanair                                        | B737          |                       |
| Málaga              | Aeropuerto de Málaga-Costa del Sol            | Ryanair                                        | B737          |                       |
| Palma de Mallorca   | Aeropuerto de Palma de Mallorca               | Ryanair (Estacional)                           | B737          |                       |
| Valencia            | Aeropuerto de Valencia                        | Ryanair                                        | B737          |                       |
| Zaragoza            | Aeropuerto de Zaragoza                        | Ryanair (Estacional)                           | B737          |                       |
| Francia             |                                               |                                                |               |                       |
| Beauvais            | Aeropuerto de Beauvais-Tillé                  | Ryanair                                        | B737          |                       |
| Burdeos             | Aeropuerto de Burdeos-Mérignac                | Air Arabia Maroc Ryanair                       | A320-214 B737 |                       |
| Clermont-Ferrand    | Aeropuerto de Clermont-Ferrand/Auvergne       | Ryanair                                        | B737          |                       |
| Dole                | Aeropuerto de Dole – Jura                     | Ryanair                                        | B737          |                       |
| Estrasburgo         | Aeropuerto de Estrasburgo                     | Air Arabia Maroc                               | A320-214      |                       |
| Lille               | Aeropuerto de Lille-Lesquin                   | Ryanair                                        | B737          |                       |
| Lyon                | Aeropuerto de Lyon-Saint Exupéry              | Air Arabia Maroc Transavia France (Estacional) | A320-214      |                       |
| Marsella            | Aeropuerto de Marsella-Provenza               | Air Arabia Maroc Ryanair                       | A320-214 B737 |                       |
| Montpellier         | Aeropuerto de Montpellier-Méditerranée        | Air Arabia Maroc                               | A320-214      |                       |
| Nantes              | Aeropuerto de Nantes Atlantique               | Ryanair                                        | B737          |                       |
| Nîmes               | Aeropuerto de Nîmes                           | Ryanair                                        | B737          |                       |
| Niza                | Aeropuerto Internacional de Niza-Costa Azul   | Air Arabia Maroc                               | A320-214      |                       |
| París               | Aeropuerto de París-Charles de Gaulle         | Air Arabia Maroc                               | A320-214      |                       |
| París               | Aeropuerto de París-Orly                      | Royal Air Maroc Transavia France               |               |                       |
| Toulouse            | Aeropuerto de Toulouse-Blagnac                | Air Arabia Maroc Ryanair                       | A320-214 B737 |                       |
| Italia              |                                               |                                                |               |                       |
| Bérgamo             | Aeropuerto de Bérgamo-Orio al Serio           | Air Arabia Maroc Ryanair                       | A320-214 B737 |                       |
| Bolonia             | Aeropuerto de Bolonia                         | Ryanair (Estacional)                           | B737          |                       |
| Roma                | Aeropuerto de Roma-Ciampino                   | Ryanair (Estacional)                           | B737          |                       |
| Países Bajos        |                                               |                                                |               |                       |
| Ámsterdam           | Aeropuerto de Ámsterdam-Schiphol              | Air Arabia Maroc                               | A320-214      |                       |
| Eindhoven           | Aeropuerto de Eindhoven                       | Ryanair                                        | B737          |                       |
| Róterdam            | Aeropuerto de Róterdam-La Haya                | Transavia                                      |               |                       |
| Reino Unido         |                                               |                                                |               |                       |
| Londres             | Aeropuerto de Londres-Stansted                | Ryanair                                        | B737          |                       |
| Turquía             |                                               |                                                |               |                       |
| Estambul            | Aeropuerto de Estambul                        | Air Arabia Maroc (Estacional)                  | A320-214      |                       |

## Tráficos
Ver fuente y consulta Wikidata.
| 2003              | 2004              | 2005              | 2006             | 2007              | 2008              | 2009              | 2010              | 2011             | 2012              | 2013              |
| ----------------- | ----------------- | ----------------- | ---------------- | ----------------- | ----------------- | ----------------- | ----------------- | ---------------- | ----------------- | ----------------- |
| 128 778 · 13,92 % | 189 027 · 46,79 % | 222 522 · 17,72 % | 228 399 · 2,64 % | 333 929 · 46,20 % | 409 260 · 30,06 % | 530 432 · 28,81 % | 743 018 · 40,08 % | 792 611 · 7,43 % | 654 691 · 17,40 % | 790 785 · 20,79 % |

### 2008
- Pasajeros: 409.260 (+22,56% respecto a 2007)
- Operaciones: 4.796 (+10,48)
- Carga (toneladas): 555,39(+38.72%)

### 2007
- Pasajeros: 333.929
- Operaciones: 4.341
- Carga (toneladas): 400,38